# Liste der Monuments historiques in Saint-Crépin-aux-Bois
Die Liste der Monuments historiques in Saint-Crépin-aux-Bois führt die Monuments historiques in der französischen Gemeinde Saint-Crépin-aux-Bois auf.

## Liste der Bauwerke
| Bezeichnung          | Beschreibung                         | Standort | Kennzeichnung | Schutzstatus | Datum | Bild           |
| -------------------- | ------------------------------------ | -------- | ------------- | ------------ | ----- | -------------- |
| Kirche St-Crépin     |                                      | (Lage)   | PA00114853    | Classé       | 1920  | weitere Bilder |
| Ferme de la Carrière | Bauernhof, erbaut im 16. Jahrhundert |          | PA60000074    | Inscrit      | 2007  |                |
| Domaine d’Offemont   | Erbaut ab dem 14. Jahrhundert        |          | PA00114852    | Classé       | 1962  |                |

## Liste der Objekte
- Monuments historiques (Objekte) in Saint-Crépin-aux-Bois in der Base Palissy des französischen Kultusministeriums